# Hollands Diep
Hollands Diep (før 1947 stavemåde: Hollandsch Diep) er en bred flod i Holland og en del af en flodmunding med sammenløb af floderne Rhinen and Maas. Gennem Schelde-Rhinen kanalen forbindes den med floden Schelde og dermed med adgang til Antwerpen.
Floderne Bergse Maas og Nieuwe Merwede løber sammen nær Lage Zwaluwe og danner den brede flod Hollands Diep. Floden Dordtsche Kil løber ind ved Moerdijk. Nær Numansdorp deler Hollands Diep sig i floderne Haringvliet and the Volkerak.

## Historie
Hollands Diep blev dannet som et resultat af en voldsom oversvømmelse i 1216, som gennembrød digerne ved Voorne og skabte en dyb saltvandsfjord, - den nuværende Haringvliet. Ved en anden oversvømmelse, (St. Elizabeth oversvømmelsen), blev denne fjord forbundet med Merwede og blev den vigtige flodmunding for floderne Rhinen og Maas. Fra dette tidspunkt blev denne friskvands del af flodmundingen øst for Hellegatsplein, benævnt Hollands Diep.